# Al-Mútassim
Abu-Ishaq Abbàs al-Mútassim bi-L·lah (àrab: أبو إسحاق عباس المعتصم بالله, Abū Isḥāq 'Abbas al-Muʿtaṣim bi-Llāh), més conegut per la primera part del seu làqab, al-Mútassim (797- 6 de gener del 842) fou califa abbàssida de Bagdad (833-842). Era fill de Harun ar-Raixid i d'una concubina esclava anomenada Marida.
Durant el govern del seu germà al-Mamun va destacar a les ràtzies contra els romans d'Orient a Anatòlia i fou governador d'Egipte (829). El califa va morir l'agost del 833 a la zona fronterera amb l'Imperi Romà d'Orient i llavors al-Mútassim fou reconegut com a califa tot i que l'exèrcit (els abnà ad-dawla que eren àrabs procedents del Khorasan i establerts a l'Iraq, el principal suport dels abbàssides durant el primer mig segle de poder però que havien perdut influència després de la guerra civil del 811-816) donava suport al seu nebot al-Abbàs, el fill d'al-Mamun. El nou califa es va recolzar més en els mercenaris esclaus (ghilman, mamelucs) en majoria turcs o amazics, pels quals va construir al nord de Bagdad, a Samarra, un centre militar que va esdevenir de fet la capital administrativa del califat durant 60 anys. El seu primer visir fou al-Fadl ibn Marwan, però el cortesà més influent fou el gran cadi Àhmad ibn Abi-Duad.
Estaven obertes les revoltes dels khurramites al Jibal i a l'Azerbaijan, la dels zutt al baix Iraq, del sufyanida al-Mubarka a Síria i l'agitació dels abnà ad-dawla favorables a la successió del fill al-Abbàs. El seu adveniment va marcar el principi el final de l'època daurada de la dinastia abbàssida.
Després va haver de lluitar de manera més dura amb els khurramites a l'Azerbaidjan i Arran que van culminar amb la conquesta del quarter general rebel a al-Badhdh pel general al-Afxín Khaydhar (837). El príncep al-Abbàs amb el suport dels abnà ad-dawla, al seu retorn de la campanya d'Amòrion, es va aixecar contra al-Mútassim i va resultar mort a la lluita. Els abna foren purgats, i també els oficials perses, però el califa va mantenir la confiança en els tahírides del Khorasan i un membre d'aquests, Ishaq ibn Ibrahim ibn Hussayn ibn Mússab, governador de Bagdad (822-849) va restar com un dels seus principals consellers.
El 839 el príncep karínida del Tabaristan, Mazyar ibn Karin ibn Wandadhurmuz, es va revoltar refusant de pagar el kharaj (impost sobre la terra, avançat el 839). Es diu que al-Afxín Khaydhar, ara governador de l'Azerbaidjan i Armènia, enemistat amb l'emir tahírida Abd-Al·lah ibn Tahir, del qual el Tabaristan depenia, va instigar la revolta del ispahbadh, però de les fonts l'únic que es dedueix és que al-Afxín esperava que la revolta obligaria el califa a destituir Abd-Al·lah i enviar-lo a ell en lloc seu per reprimir la revolta. Alguns historiadors veuen, no obstant, una mena de coalició persa contra els àrabs en la revolta. Mazyar va exigir ostatges dels nobles i notables del país per garantir-ne la fidelitat, i va fer empresonar tots aquells dels quals no n'estava segur de la lleialtat, tant a Ruyan, com a Sari i Amol, i al Tabaristan occidental. Les fortificacions d'Amol, Sari i Tamisha o Tomisha foren demolides per no poder servir a una força ocupant. Els habitants d'Amol van demanar la intervenció del califa, que va decidir actuar. Abd-Al·lah ibn Tàhir i el califa van enviar cinc cossos d'exèrcit que van entrar al Tabaristan per tots cantons a l'est i sud-est. Mazyar va restaurar el seu germà Kuhyar (abans deposat del seu govern) al qual va confiar la defensa de les muntanyes Karin, i el seu nebot, el bawàndida Karin ibn Xahriyar, al qual va encarregar defensar les muntanyes Sharwin i la cadena oriental fins al Gurgan; el seu general Sarkhastan vigilava els accessos des de Gurgan, i el general ad-Durrí vigilava els de Rayy. L'enfonsament de Mazyar fou ràpid; els soldats de Sarkhastan van confraternitzar amb l'exèrcit califal d'al-Hàssan ibn al-Hussayn i van lliurar el seu general, que fou executat. Tomisha fou capturada per sorpresa. Karin ibn Xahriyar va rendir sense lluita les muntanyes Sharwin a Khaydhar ibn Jàbala a canvi de la promesa de ser restaurat com a príncep. Els germans Muhammad i Djafar ibn Rustam van rendir les forces de Ruyan i van lliurar les fortaleses de Kalar i Shalus després d'eliminar-ne el governador, el germà del general ad-Durrí, que fou lliurat al general invasor Muhammad ibn Ibrahim. El mateix ad-Durrí fou fet presoner quan fugia i fou executat. El mateix dia (18 de juny del 840), les ciutats de Sari i Marraw es van revoltar. Tots els generals reclamaven a Kuyhar el lliurament del seu germà a canvi de ser restaurat i finalment Kuhyar el va prendre i el va donar a al-Hàssan ibn al-Hussayn vers juny o juliol del 840). Mazyar fou portat a Samarra, on va arribar l'agost del 840. El 5 de setembre fou detingut al-Afxín Khaydhar, que fou acusat de participar en la revolta de Madkdjur a l'Azerbaidjan (i no pas de participar en la de Mazyar). Al judici que va seguir Mazyar va acusar al-Afxín de ser l'instigador, però les seves afirmacions foren inconsistents i després se'n va retractar. Mazyar fou condemnat a morir a cops de fuet i va morir després d'uns centenars de cops. Al-Afxín fou tancat a una presó a Samarra on se'l va deixar morir de fam (maig-juny del 841). Kuhayr fou assassinat per la guàrdia daylamita de Mazyar, per la traïció al seu senyor. La dinastia karínida va desaparèixer i el Tabaristan va passar a domini directe dels tahírides del Khorasan, que van restaurar el bawàndida Karin ibn Xahriyar.
El 841 també es van reprimir revoltes a Damasc (dirigida per l'àrab iemenita Ibn Bayhas suposat còmplice d'al-Mubarka i en tot cas pro-omeia), Palestina i Jordània (al-Urdunn), aquesta darrera centre de la revolta principal de l'esmentat al-Mubarka (el Velat), considerat un sufyànida, i que va recollir un sentiment pro-omeia encara viu a la regió. La revolta del Velat es va acabar probablement el 842, ja després de la mort d'al-Mútassim.